# Мале Приточно
Мале Приточно (чеш. Malé Přítočno) је насељено мјесто са административним статусом сеоске општине (чеш. obec) у округу Кладно, у Средњочешком крају, Чешка Република.

## Становништво
Према подацима о броју становника из 2014. године насеље је имало 258 становника.